# Zunge (singolo)
Zunge è un singolo del cantante tedesco Till Lindemann, pubblicato l'8 settembre 2023 come primo estratto dall'album omonimo.

## Descrizione
Il brano è frutto della collaborazione di Lindemann con il produttore Daniel Karelly e presenta sonorità perlopiù melodiche, con un ritornello più sostenuto e dominato da chitarre distorte e orchestrazione.

## Video musicale
Il video, presentato nello stesso giorno di uscita del singolo, è stato girato nell'aprile 2021 presso il Great Moscow State Circus sotto la regia di Anna Tsukanova-Kott e ha come protagonisti lo stesso Lindemann, l'attrice Aglaya Tarasova e un gruppo di quattro tigri. Come spiegato dal direttore del circo Edgard Zapashny, il cantante aveva intenzione di realizzare un video dove venisse aggredito realmente dalle tigri, senza essere affiancato da alcuna controfigura; Zapashny, in un primo momento restio alla richiesta, ha successivamente acconsentito dopo aver dato specifiche dritte all'artista riguardo al contatto con gli animali.

## Tracce
Testi di Till Lindemann, musiche di Daniel Karelly.
1. Zunge – 4:35

## Formazione
Hanno partecipato alle registrazioni, secondo le note di copertina di Zunge:
- Till Lindemann – voce
- Daniel Karelly – strumentazione, cori aggiuntivi, produzione, missaggio
- Svante Forsbäck – mastering